# Superrosids
De clade 'superrosids' is een grote clade van bedektzadige planten binnen de clade Pentapetalae (behorend tot de bedektzadigen). De clade is een zustergroep van de orde Dilleniales en de clade 'superasterids'. De clade 'superrosids' is voor het eerst onderscheiden in het APG IV-systeem.

## Onderverdeling
De clade Superrosids bestaat uit de zustergroepen Saxifragales en 'rosids'. Er zijn 18 ordes met ca. 150 families. Een belangrijk deel van de 'superrosids' wordt gevormd door de clade 'rosids' met daarbinnen de clades fabiden ('fabids') en de malviden ('malvids'). 
Opvallend is de nog niet duidelijk bepaalde plaats van de "COM"-groep. De "COM"-groep bestaat uit de ordes Celastrales, Oxalidales en Malpighiales.

## Stamboom
De fylogenetische stamboom van de 'superrosids' ziet er als volgt uit:
| - 'angiosperms', bedektzadigen, Angiospermae - basale 'angiosperms', ANA grade - - 'magnoliids', magnoliiden (Magnoliopsida) - Chloranthales - - 'monocots' (Monocotyledoneae) - Dicotyledonae, tweezaadlobbigen - Ceratophyllales - 'eudicots', Asteropsida, 'nieuwe' tweezaadlobbigen - basale 'eudicots' - Pentapetalae - 'superrosids' - Saxifragales - 'rosids', rosiden - Vitales - - 'fabids', fabiden, 'eurosids I' - Zygophyllales - - "COM" - - Celastrales - - Oxalidales - Malpighiales - - Fabales - - Rosales - - Fagales - Cucurbitales - 'malvids', malviden, 'eurosids II' - "COM" :Celastrales, Oxalidales & Malpighiales - - - Geraniales - Myrtales - - Crossosomatales - - Picramniales - - Sapindales - - Huerteales - - Brassicales - Malvales - Dilleniales - 'superasterids' |
| polyfyletische groep grade 'benoemde' clade |